# Leo Gottlieb
Leo Gottlieb (New York, 28 novembre 1920 – New York, 16 agosto 1972) è stato un cestista statunitense, professionista nella ABL e nella BAA.